# Nicolas Fatio de Duillier
Nicolas Fatio (sau Facio, Faccio) de Duillier (n. 26 februarie 1664 la Basel - d. 12 mai 1753 la Maddersfield, lângă Worcester) a fost un matematician elvețian.
Este cunoscut pentru studiile asupra luminii zodiacale, relația cu Isaac Newton (și disputa privind controversa dintre acesta și Leibniz privind paternitatea asupra calculului diferențial și integral) și ca precursor al teoriei gravitației a lui Georges-Louis Le Sage.
A introdus și o metodă de perforare a rubinelor pentru ceasuri.
Încă de mic și-a manifestat aptitudinea pentru științe exacte.
A crescut la Geneva, unde a primit o educație burgheză, specifică acestui oraș.
La 18 ani, a trimis o scrisoare lui Cassini, care conținea o nouă teorie asupra Pământului și o nouă ipoteză asupra inelului lui Saturn.
A studiat la Paris și Haga.
S-a mutat în Anglia și a trăit cel mai mult la Londra, unde și-a desfășurat cea mai mare parte a activității științifice.
Aici și-a dobândit reputația de matematician și a fost ales membru al Royal Society.
În 1683 a devenit membru al Academiei Franceze de Științe.
În 1683, asistând la observațiile lui Cassini, a observat o luminozitate deosebită pe cer, asemănătoare în intensitate și culoare cu cea a cometelor.
Fatio a emis o altă teorie asupra acestui fenomen, diferită de cea a lui Cassini, teorie acceptată de oamenii de știință.
A rezolvat probleme interesante din domeniul matematicii aplicate, ca navigație, industrie.
Astfel, a indicat o nouă metodă de a calcula viteza unui vas în opoziție cu cursul unei ape.
A fost un precursor al analizei combinatorice, apărută mai târziu în Germania.
În ceea ce privește disputa asupra paternității calculului diferențial, l-a considerat pe Leibniz ca plagiator al calculului fluxiunilor, care ar fi fost inventat de Newton.

## Scrieri
Operele sale sunt în special din domeniul astronomiei matematice.
A lăsat un număr mare de opere nepublicate, care au fost preluate de Le Sage.
- 1686: Lettre à M. Cassini sur une lumière extraordinaire qui paraît dans le ciel depuis quelques années (Amsterdam)
- 1688: Epistola de Maria A. Salomonis ad Bernardum, in qua ostenditur geometrice satisfieri posse mensaris que de Mari Aeneo Solomonis in Sacra Scriptura habentur (Oxford)
- 1699: Lineae brevissimae descensus investigatio geometrica solidi rotundi in quo minima fiat resistetia (Londra).

1. ↑  „Nicolas Fatio de Duillier”, Gemeinsame Normdatei, accesat în 11 decembrie 2014